# 岭南商旅集团
广州岭南商旅投资集团有限公司，简称岭南商旅集团，是广州市市属大型国有企业，以商业贸易和旅游服务为主业。

## 历史
2005年3月29日，以旅游和食品为核心主业的广州岭南国际企业集团有限公司（岭南集团）挂牌成立，该公司整合了花园酒店、中国大酒店等市营宾馆酒店以及广州食品、副食品、粮食、蔬菜果品企业集团等113家企业，被称为广州商贸旅游业的“航空母舰”。
2020年2月，广州百货企业集团有限公司与广州友谊集团有限公司联合重组为广州商贸投资控股集团有限公司（广州商控集团）。
2021年10月，广州市国资委对广州商控集团和岭南集团实施联合重组，改组设立广州岭南商旅投资集团有限公司。
2022年9月21日，岭南商旅集团启用全新标识，由香港知名设计师陈幼坚领衔设计。

## 业务

### 商贸
- 广百股份
  - 广百百货
  - 新大新百货
  - 广州友谊商店
  - 李占记钟表维修
- 广百物流（原广州市商业储运公司）
  - 中国南部物流枢纽园
- 广百展贸
  - 广州眼镜城
  - 星之光
  - 南方大厦

### 旅游
- 广之旅国际旅行社股份有限公司
- 岭南酒店
  - 中国大酒店
  - 广州宾馆
  - 爱群大酒店
  - 流花宾馆
  - 花园酒店（LN GARDEN）：豪华品牌
    - 广州花园酒店
    - 南沙花园酒店

  - 岭南东方酒店（LN DONGFANG）：豪华五星酒店品牌
    - 广州东方宾馆

  - 岭南五号酒店（LN HOTEL FIVE）：奢华精品酒店品牌
  - 岭南佳园度假酒店（LN JIAYUAN RESORT）：中端休闲度假和会议酒店品牌
  - 岭南佳园酒店（LN GARDEN INN）：经济连锁酒店品牌
  - 岭居创享公寓酒店（LN Residence）：高端服务式公寓品牌
  - 岭舍创享公寓（LN Community）：青年公寓品牌
  - 岭南星光营地（LN STAR CAMP）：体验式旅游营地品牌
    - 广州莲花山岭南星光营地
    - 佛山高明鹭湖汽车营地

  - 畔水庭院：民宿品牌
  - 岭业：物业管理品牌
  - 杏荟餐厅
  - 惠爱酒楼
- 岭南会展
  - 广州白云国际会议中心

### 食品
- 岭南穗粮（广州市粮食集团）
  - 红牡丹
  - 白玉兰
- 致美斋
- 8字便利店
- 白云面业